# Minas Tirith
Vous lisez un « bon article » labellisé en 2009.
Pour les articles homonymes, voir Minas.
Pour la tour du Premier Âge, voir Liste de lieux du Beleriand.

Plan de la cité de Minas Tirith.

Minas Tirith, anciennement Minas Anor, est une cité fortifiée fictive du légendaire (legendarium) de l'écrivain J. R. R. Tolkien, qui apparaît notamment dans le troisième tome du roman Le Seigneur des anneaux, « Le Retour du roi ».
À la fin du Troisième Âge, époque du récit, elle est la capitale et la principale ville du royaume du Gondor. Cité jumelle de la maléfique Minas Morgul, elle fait face au Mordor et constitue à ce titre l'un des enjeux majeurs de la guerre de l'Anneau. La description de son siège par les forces de Sauron et de la bataille des Champs du Pelennor qui se déroule sous ses murs et permet sa libération, occupe une large partie du Retour du roi, et il en est de même dans les adaptations au cinéma du livre de Tolkien.

## Description
« Tandis que Pippin regardait avec étonnement, les murs passèrent d'un gris estompé au blanc, légèrement rosissant avec l'aurore ; et soudain, le soleil grimpa au-dessus de l'ombre à l'est et lança un rayon qui frappa la face de la Cité. Pippin poussa alors un cri, car la Tour d’Ecthelion, haut dressée à l'intérieur du mur le plus élevé, se détachait, brillante, sur le ciel, comme une pointe de perle et d'argent, belle et élancée, et son pinacle étincelait comme s'il était fait de cristaux ; des bannières blanches flottaient aux créneaux dans la brise matinale, et il entendait, haute et lointaine, une claire sonnerie comme de trompettes d'argent. »

— Le Seigneur des anneaux, Le Retour du roi.
Située à une latitude correspondant à celle de la ville de Florence (43° N), Minas Tirith est bâtie sur la Colline de Garde, Amon Tirith en sindarin, un mamelon sur le flanc du mont Mindolluin, à l'extrémité orientale de la chaîne des Montagnes Blanches (Ered Nimrais). La colline de Garde est reliée au mont Mindolluin par un épaulement, et elle présente en partie la forme d'une proue de navire orientée vers l'est, « de sorte que ceux de la Citadelle pouvaient, comme les marins d'un bâtiment haut comme une montagne, regarder du sommet à Pic la porte à sept cents pieds en dessous ». Cette arête rocheuse est percée de tunnels par lesquels serpente la route principale de la ville.

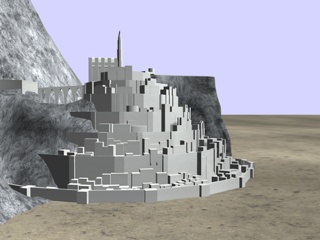
Modèle en 3D de Minas Tirith.

La cité est agencée en sept niveaux concentriques, élément qui a suscité des comparaisons avec La Cité du Soleil, elle aussi entourée de sept murailles, dans l'utopie de Tommaso Campanella (1602), avec la tour à sept étages présente dans Un voyage en Arcturus (1920) de David Lindsay, ou encore avec les sept collines de Rome ou une ziggourat babylonienne. Les niveaux de Minas Tirith sont séparés par des murailles blanches percées chacune d'une seule porte.
Ces portes ne sont pas alignées, afin de rendre une conquête éventuelle de la ville plus difficile : la Grande Porte (située face à la « carène ») fait face à l'est, la seconde au sud-est, la troisième au nord-est, la quatrième au sud-est, et ainsi de suite. La muraille du Premier Cercle, la muraille extérieure, est la seule à ne pas être de couleur blanche : Tolkien la compare au matériau utilisé pour construire la tour d'Orthanc, « dure, sombre et lisse, imprenable par le fer ou par le feu, indestructible sinon par quelque convulsion qui déchirerait la terre même sur laquelle elle s'élevait ». Cette muraille est appelée Othram sur un croquis de la cité réalisé par Tolkien durant la rédaction du Seigneur des anneaux. Ce nom n'apparaît, semble-t-il, nulle part ailleurs, ce qui n'empêche pas Karen Wynn Fonstad de le reprendre dans son plan de la ville. D'après ses calculs, les sept murailles de la ville mises bout à bout représenteraient plus de quarante mille pieds de long (environ 12 200 mètres), et leur construction nécessiterait plus de deux millions de tonnes de pierre.

### Intérieur de la Cité

Armoiries des rois du Gondor où figure l'Arbre blanc, mais seulement sur les tenues des gardes de la citadelle sous l'intendance de Denethor.

Le septième et dernier niveau de la ville, également appelé la Citadelle, constitue le cœur politique, le lieu de pouvoir, de Minas Tirith : on y trouve notamment la Maison du Roi, la Tour d'Ecthelion ou Tour Blanche, résidence des Intendants du Gondor, la grande Salle des Fêtes, Merethrond, et la Cour de la Fontaine où est planté l'Arbre blanc du Gondor. Les autres cercles ne sont guère décrits par Tolkien. Au sixième niveau, outre les écuries qui hébergent brièvement Gripoil, les Maisons de Guérison, faisant face au sud, sont le théâtre de plusieurs scènes importantes du Retour du roi, et au premier, la Vieille Hôtellerie (Sennas Iaur) de la rue des Lanterniers (Rath Celerdain) voit la rencontre de Pippin et Bergil, le fils de Beregond, au début du Retour du roi. D'après Karen Fonstad, les cercles sont d'une largeur suffisante pour la route principale, des allées plus réduites, et au moins deux rangées de bâtiments.
Un autre endroit d'importance se trouve sur l'épaulement reliant la Colline de Garde au mont Mindolluin, à hauteur du cinquième cercle : les Mausolées, où sont inhumés les rois du Gondor et leurs Intendants. Ils ne sont accessibles que par une porte pratiquée à l'arrière de la muraille du sixième cercle, Fen Hollen, la Porte Close, uniquement ouverte aux souverains du Gondor et aux serviteurs chargés de l'entretien des tombeaux. Cette porte conduit à Rath Dínen, la rue du Silence, « entre des dômes pâles, des salles vides et des statues d'hommes depuis longtemps morts ».
Le style architectural de la ville est flou. Fonstad évoque « les châteaux d'Europe occidentale bâtis après les Croisades », probablement en se basant sur l'un des croquis de la Cité réalisés par Tolkien, datant de 1944. Pour Wayne G. Hammond et Christina Scull, la description de la salle du trône, avec son usage de la pierre et ses voûtes, reflète l'architecture romaine, en contraste avec Meduseld, le château des rois du Rohan décrit dans Les Deux Tours, d'inspiration plus nordique.

### Dimensions
D'après la citation donnée plus haut, le sol du septième niveau se trouve à sept cents pieds d'altitude, soit environ 213 mètres. En y ajoutant la Tour d'Ecthelion, haute de cinquante brasses (91 mètres), on obtient une altitude totale de 304 mètres, ce que confirme le texte : « flottait à mille pieds au-dessus de la plaine la bannière des Intendants ». Dans la première édition du Seigneur des anneaux, la hauteur de la Tour Blanche était de cent cinquante brasses, soit neuf cents pieds, alors que la hauteur totale de la Cité était déjà de mille pieds, ce qui ne laissait donc que cent pieds (30 mètres) pour les sept niveaux ; cette erreur a été corrigée dans la seconde édition du roman, parue en 1965. Le diamètre de la Cité n'est pas précisé par Tolkien, mais Fonstad l'estime à 3 100 pieds (945 mètres). Cette taille remarquable donne un caractère puissant et imposant à Minas Tirith, ce que Tolkien accentue fréquemment dans son récit, déclarant par exemple qu'« elle ne semblait pas construite, mais taillée par les géants dans l'ossature même de la Terre ».

### Alentours de la Cité
« Les terres étaient riches et comprenaient de vastes cultures et de nombreux vergers, et il y avait des fermes avec des fours à houblon, des greniers, des bergeries, des étables, et maints ruisselets, descendant des hauteurs vers l'Anduin, coulaient en ondoyant à travers les prés. Pourtant, les bouviers et les cultivateurs qui demeuraient là étaient peu nombreux, et la majeure partie des gens de Gondor vivaient dans les sept cercles de la Cité ou dans les hautes vallées des lisières montagneuses, dans le Lossarnach ou plus au sud dans la belle Lebennin aux cinq rivières rapides. »

Autour de la ville proprement dite s'étendent les champs du Pelennor, une plaine fertile parsemée de vergers et de fermes. Ils sont entourés d'un mur extérieur long de dix lieues, le Rammas Echor, qui dessine une forme approximativement circulaire, son rayon (en prenant la Grande Porte pour centre) variant entre une (face à l'Anduin) et quatre lieues (face à Osgiliath), soit environ entre cinq et vingt kilomètres. Le Rammas Echor est édifié durant l'intendance de Denethor, après la chute de l'Ithilien aux mains du Mordor. À l'époque de la guerre de l'Anneau, ce mur est partiellement tombé en ruine, et lorsque Gandalf et Pippin arrivent à Minas Tirith, ils découvrent des Gondoriens occupés à le restaurer. Au sud-est de Minas Tirith se trouve le port fluvial du Harlond. Le dessin du Rammas Echor à cet endroit est incertain : Fonstad lui fait enclore le Harlond, tandis que Barbara Stratchey place le port à l'extérieur du mur, estimant que le contraire « signifierait qu'il existait alors une brèche dans la ligne défensive que représentait le mur ». Toutefois, un extrait de l'index inachevé du Seigneur des anneaux indique clairement que le Harlond se trouvait « à l'intérieur des murs sud du Pelennor ».

## Noms
Le nom originel de la cité, Minas Anor, signifie la « Tour du Soleil » en sindarin ; il est rendu plus poétiquement par la « Tour du Soleil Couchant » dans Les Anneaux de Pouvoir et le Troisième Âge. Ce nom fait référence à Anárion, le fondateur de la ville, de la même façon que Minas Ithil est nommée d'après son frère Isildur.
Après la chute de Minas Ithil aux mains des Nazgûl, les deux cités sont rebaptisées : Minas Ithil devient Minas Morgul et Minas Anor est renommée Minas Tirith, la « Tour de Garde ». Les éléments de ce nom dérivent des radicaux mini- « se dresser seul, faire saillie », qui donne minas « tour » et tir- « guetter, garder », qui donne le substantif tirith « garde ». Minas Tirith est désignée par de nombreuses périphrases dans Le Seigneur des anneaux : la Cité Gardée, la Cité du Gondor, ou simplement la Cité. Les Rohirrim l'appellent dans leur langue Mundburg, « Forteresse-gardienne », et les Drúedain lui donnent le nom de « Maisons de Pierre » ou « Cité de Pierre ».

### Anciennes versions
La deuxième version du chapitre « Le Conseil d'Elrond », rédigée vers août 1940, voit Tolkien lutter pour trouver un nom à la cité dont est originaire Boromir, jusqu'alors simplement donné pour originaire du pays d'Ond (le futur Gondor). Après avoir crayonné, en marge du manuscrit, Minas-tir, Minas-ond et Minas-berel, il finit par s'arrêter sur « la Cité de Minas-tirith », peut-être le premier usage de ce nom pour désigner cette cité en particulier. En effet, le nom en lui-même n'a rien de nouveau : il apparaît dans la Quenta Silmarillion, rédigée dans la deuxième moitié des années 1930, sous la forme Minnastirith ; il perdure également dans cet usage dans Le Silmarillion publié après la mort de Tolkien. D'autres noms apparaissent sur une note contemporaine : Minas Giliath, Minas rhain « Cité-frontière », Othrain « Cité [du feu ?] », et encore Minas tirith.
Le nom rohanais de Minas Tirith connaît une évolution aussi tourmentée que son nom sindarin : la première version du chapitre « Le Roi du château d'or » propose de nombreux noms, parmi lesquels Gemenburg « cité de garde », Heatorras « hautes tours », Giemen « garde » ou encore Mundbeorg « colline de protection ». Le nom Mundburg n'apparaît que très tardivement, dans un brouillon du chapitre « Nombreuses séparations ».

## Histoire interne
Lors de la submersion de l'île de Númenor, en l'an 3319 du Second Âge, seule une petite partie de ses habitants, menés par Elendil, un descendant d'Elros, parvient à échapper au cataclysme. Tandis qu'Elendil lui-même débarque au Lindon et fonde en Eriador le royaume d'Arnor, ses deux fils, Isildur et Anárion, parviennent à l'embouchure de l'Anduin, où se trouve déjà le port de Pelargir, principal établissement des Númenóréens dans la région. Les deux frères remontent le fleuve et fondent le royaume du Gondor autour de leurs cités nouvellement bâties : pour Isildur, Minas Ithil, la « Tour de la Lune », à l'est, faisant face au Mordor, et Minas Anor pour Anárion, la « Tour du Soleil » à l'ouest, devant défendre le jeune royaume face aux hommes sauvages vivant dans les vallées des Ered Nimrais. Entre les deux, sur le fleuve Anduin, se trouve leur capitale commune, Osgiliath. Dans chacune de ces trois cités est conservé un palantír.
Après la guerre de la Dernière Alliance et la mort d'Anárion, Isildur replante l'Arbre blanc à Minas Anor en souvenir de son frère. Le roi du Gondor Ostoher reconstruit la ville en l'an 420 du Troisième Âge, et elle devient par la suite la résidence d'été des rois. À la suite de la Grande Peste de 1636 T. A., la capitale du Gondor, Osgiliath, perd une grande partie de sa population et est en partie abandonnée ; quatre ans plus tard, le roi Tarondor déplace sa capitale de façon permanente à Minas Anor. En 1900 T. A., le roi Calimehtar édifie la Tour Blanche.
En 2002  du Troisième Âge, la cité-sœur de Minas Anor, Minas Ithil, est prise par les Nazgûl après deux années de siège et devient Minas Morgul « Tour de la Sorcellerie noire » ; Minas Anor est alors rebaptisée Minas Tirith, « soit la cité toujours en garde contre les maléfices de Morgul ». Peu après, en 2050 T. A., la lignée des rois s'éteint et les Intendants du Gondor prennent en charge le gouvernement du royaume. En 2698 T. A., le dix-septième intendant, Ecthelion Ier, reconstruit la Tour Blanche de Minas Tirith, qui est également appelée par la suite « Tour d'Ecthelion » en référence à lui. Toutefois, la fin du Troisième Âge voit Minas Tirith « tomb[er] d'année en année en décrépitude ».

Carte de la région de Minas Tirith durant la bataille des Champs du Pelennor.

Lors de la guerre de l'Anneau (3019 T. A.), les Gondoriens sont incapables d'empêcher les troupes du Mordor de mettre le siège devant les murs de la Cité, le Rammas Echor n'ayant pu les retenir. Le Pelennor est envahi le 13 mars, et le lendemain, les Orques commencent à creuser des tranchées et à bombarder l'intérieur du premier cercle de la Cité avec des rochers, des projectiles explosifs et les têtes de leurs victimes. Les défenseurs abandonnent en nombre le premier cercle en proie aux flammes, et la Porte de la Cité est enfoncée à l'aube du 15 mars par le bélier Grond et la sorcellerie du Roi-Sorcier d'Angmar.

« Le Seigneur des Nazgûl pénétra à cheval dans la ville. Grande forme noire détachée sur les feux qui brûlaient derrière elle, sa stature devenait une immense menace de désespoir. Le Seigneur des Nazgûl passa ainsi sous la voûte que nul ennemi n'avait jamais franchie, et tous fuirent devant sa face. »

Seul Gandalf tient tête au Roi-Sorcier, mais les renforts du Rohan arrivent à cet instant précis, empêchant les envahisseurs de profiter de la brèche ouverte dans le mur extérieur. La bataille des champs du Pelennor se solde par une défaite des forces du Mordor et met un terme au siège, dont l'ampleur et l'importance historique ont suscité des comparaisons avec le siège de Constantinople de 1453 ou le siège de Vienne de 1683. Cette victoire survient toutefois après le suicide de Denethor II, dont la folie l'a poussé à s'immoler dans la Maison des Intendants. Ravagée par l'incendie, le dôme de celle-ci s'effondre peu après.
Après la défaite finale de Sauron, Minas Tirith connaît une grande embellie sous le règne du nouveau roi Elessar, et semble avoir repris son ancien nom de Minas Anor (elle est mentionnée sous ce nom dans le texte « Les Anneaux de pouvoir et le Troisième Âge », dans Le Silmarillion). L'Arbre blanc y est replanté et ses portes sont forgées à neuf, en mithril et en acier, par des Nains de la Montagne Solitaire conduits par Gimli. C'est dans la Maison des Rois de Rath Dínen que le roi Elessar meurt, en l'an 120 du Quatrième Âge.

## Histoire externe
À l'instar du Gondor et, plus généralement, de toute la Terre du Milieu au sud des régions décrites dans Le Hobbit, Minas Tirith n'apparaît dans l'œuvre de Tolkien que durant la rédaction du Seigneur des anneaux. Sa naissance est perceptible dans un ensemble de notes prises par Tolkien concernant la suite de son roman (qui avait alors atteint le début du Livre II, peu avant le Conseil d'Elrond) au mois d'août 1939. L'une d'entre elles marque, de façon laconique, la première mention des « Hommes de Pierre » (Stone-Men) ; par la suite, Tolkien déclara que « la totalité de la matière du Gondor (Pays de pierre) naquit de cette note ». Une autre note voit la première mention de la « Cité de Pierre » (City of Stone), mais rien n'est encore précisé à son sujet, si ce n'est qu'elle est « couverte de cendres » après la destruction de l'Anneau unique. Enfin, une troisième note est la première indication d'un siège de cette Cité.
Dans la troisième version du chapitre « Le Conseil d'Elrond », les noms originels de Minas Tirith et Minas Morgul sont inversés : c'est Minas Anor qui devient Minas Morgul, et Minas Ithil qui est rebaptisée Minas Tirith. La situation finale est atteinte dès la version suivante du chapitre, et les quelques inversions ultérieures sont probablement à mettre au compte d'une simple distraction. La première description de la ville écrite par Tolkien intervient au moment où Frodon prend place au sommet d'Amon Hen ; elle est déjà très proche de la version finale (dans le chapitre 10 du Livre II, « La Dissolution de la Communauté »).
Ce n'est qu'en octobre 1944 que Tolkien amène enfin Gandalf et Pippin à Minas Tirith, mais ses premiers travaux sur le début du Livre V avortent rapidement. Parmi eux se trouve cependant le premier croquis de la Cité, dont les éléments les plus saillants (les sept niveaux, la Tour Blanche, l'alternance dans le placement des portes à chaque niveau) sont déjà présents, hormis le grand éperon rocheux. Le Mindolluin est ébauché, mais Christopher Tolkien indique qu'il est impossible de dire si la Colline de Garde était déjà conçue comme étant reliée à cette montagne. Un second croquis, intitulé Stanburg or Steinborg, date de la même période. Il est inachevé, seul le septième cercle de la Cité étant représenté en détail, avec de nombreux bâtiments de style médiéval européen.
Tolkien ne reprend le Livre V que deux ans plus tard, en septembre 1946. De nouveaux éléments font alors leur apparition dans un plan détaillé du chapitre « Minas Tirith », notamment l'Arbre mort devant la Tour Blanche et les tombeaux des rois (qui se trouvent alors simplement sur les pentes du Mindolluin). Un peu plus tard, un brouillon (comprenant un croquis) voit apparaître l'épaulement reliant la Colline de Garde au Mindolluin. Une nouvelle esquisse de cette période montre qu'au moment où Tolkien tape à la machine le texte du chapitre, le grand éperon rocheux n'est toujours pas apparu : rien ne vient briser les cercles de la Cité. Cet élément apparaît sur un dernier croquis, montrant la Cité d'un point de vue situé face à la Grande Porte, datant peut-être d'une période comprise entre août 1948 et août 1950. On peut encore mentionner un croquis, probablement réalisé en 1948, de la Citadelle, sur lequel apparaissent les principaux bâtiments mentionnés dans le texte, suivi par Karen Fonstad pour son propre plan de la Citadelle.

## Adaptations dans d'autres médias

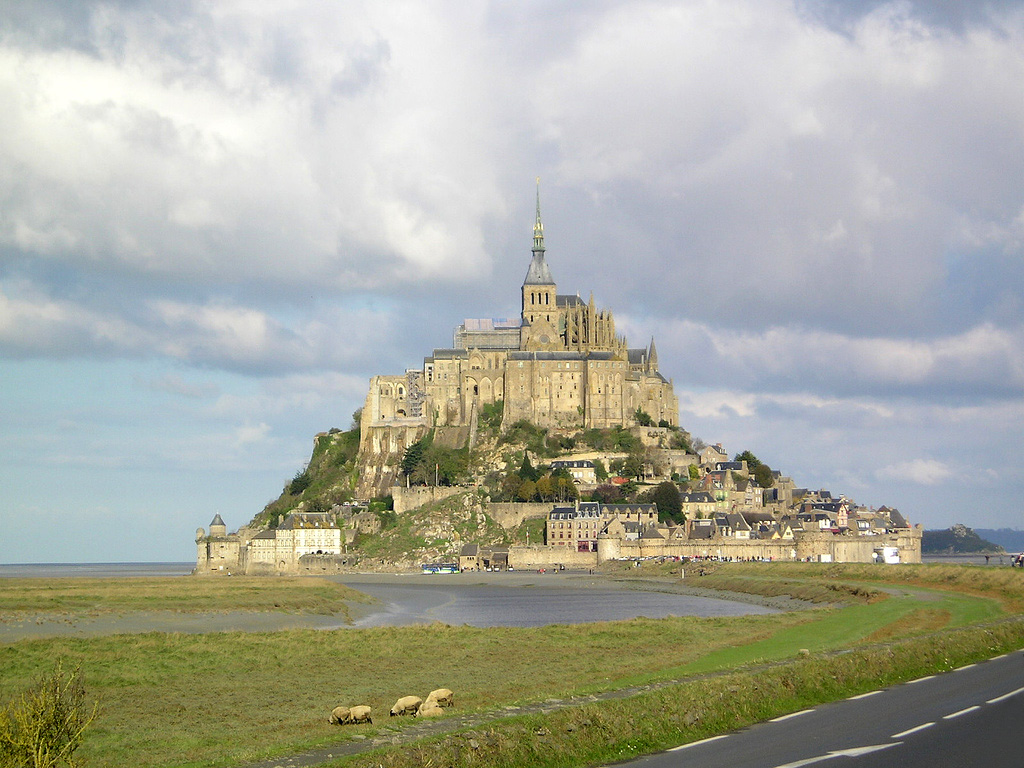
Le Mont Saint-Michel en Normandie, France, a été la source d'inspiration pour le design de la cité dans le film de Peter Jackson.

Minas Tirith apparaît dans la série de films Le Seigneur des anneaux de Peter Jackson (2001-2003), particulièrement Le Retour du roi (2003). Pour le tournage, Weta Workshop a construit une grande maquette d'ensemble de la Cité (une « bigature », mot-valise sur big « gros » et miniature), ainsi que des décors à échelle humaine de portions plus réduites. Weta Digital a également élaboré un modèle virtuel de la Cité et de ses alentours (Pelennor, Mindolluin). Le making-of du film inclus dans le DVD de la version longue indique que les créateurs se sont inspirés de l'abbaye du Mont-Saint-Michel pour l'apparence de Minas Tirith ainsi que de Sienne, en Toscane et le Saint Michael's Mount au Royaume-Uni (Angleterre). Le critique Roger Ebert a qualifié la Minas Tirith des films de « réussite spectaculaire » dans sa critique du Retour du roi.

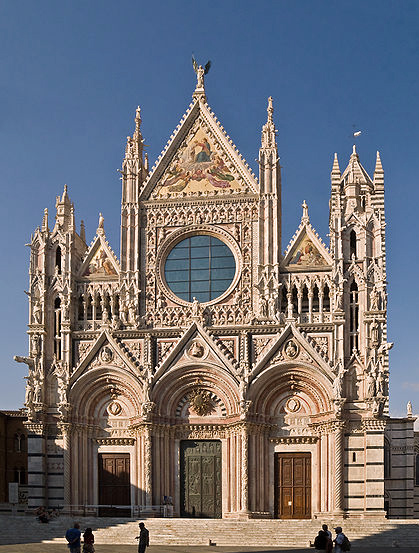
La ville de Sienne en Toscane, Italie a été une autre source d'inspiration pour l'aspect visuel de Minas Tirith.
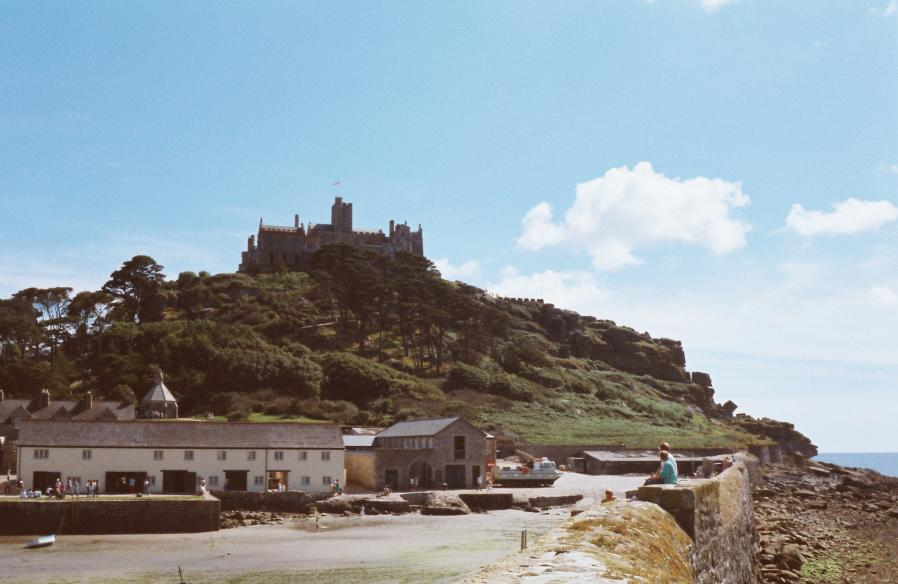
La forteresse Saint-Michael's Mount au Royaume-Uni a été l'une des sources d'inspiration.

Dans leur essai « Urban Legend: Architecture in The Lord of the Rings », Steven Woodward et Kostis Kourelis comparent la vision offerte de Minas Tirith par les films de Peter Jackson à La Tour de Babel de Pieter Brueghel l'Ancien, sa majesté évoquant la basilique San Lorenzo de Florence ou la cathédrale de Sienne. Ils y voient également un mélange, voire une profusion, d'éléments médiévaux et de la Renaissance rappelant l'éclectisme de la fin du XIXe siècle. Toutefois, l'ampleur de cette reconstruction est selon eux en partie atténuée par le caractère démesuré des destructions montrées lors du siège de la Cité, qui « réduisent l'architecture à une simple maquette ».
Le livre Le Seigneur des Anneaux : Armes et Guerres, qui mêle informations tirées des films et des livres, introduit une distinction entre le sud de la ville, privé de soleil et donc peu attrayant, et le nord, qui rassemblerait les habitants les plus riches de la ville. Il évalue étrangement la hauteur de la Cité à 300 mètres au sommet de la Tour d'Ecthelion, mais à « presque 400 » au sommet de la « carène » qui traverse la ville ; il estime son diamètre à un kilomètre. Il donne également une description détaillée des défenses supposées de la ville, dont les quatre premières murailles seraient garnies d'une centaine de catapultes.
Minas Tirith a inspiré de nombreux illustrateurs, parmi lesquels Ted Nasmith et John Howe.